# Musée de l'ordre de Saint-Jean
Le musée de l'ordre de Saint-Jean est un musée situé à Clerkenwell, à Londres. Il est principalement consacré à l'histoire du vénérable ordre de Saint-Jean, de ses origines nos jours, à travers une collection d'armures, d'équipement de premiers secours et de peintures. 

## Le bâtiment
Le musée est situé à Clerkenwell, un quartier du borough londonien d'Islington et occupe l'ancien siège anglais de l'ordre de Saint-Jean.     
Le musée raconte l'histoire de l'ordre et de l'organisation l'Ambulance Saint-Jean. Le musée a bénéficié d'une rénovation en novembre 2010.

## Collections de l'Ordre de Saint-Jean

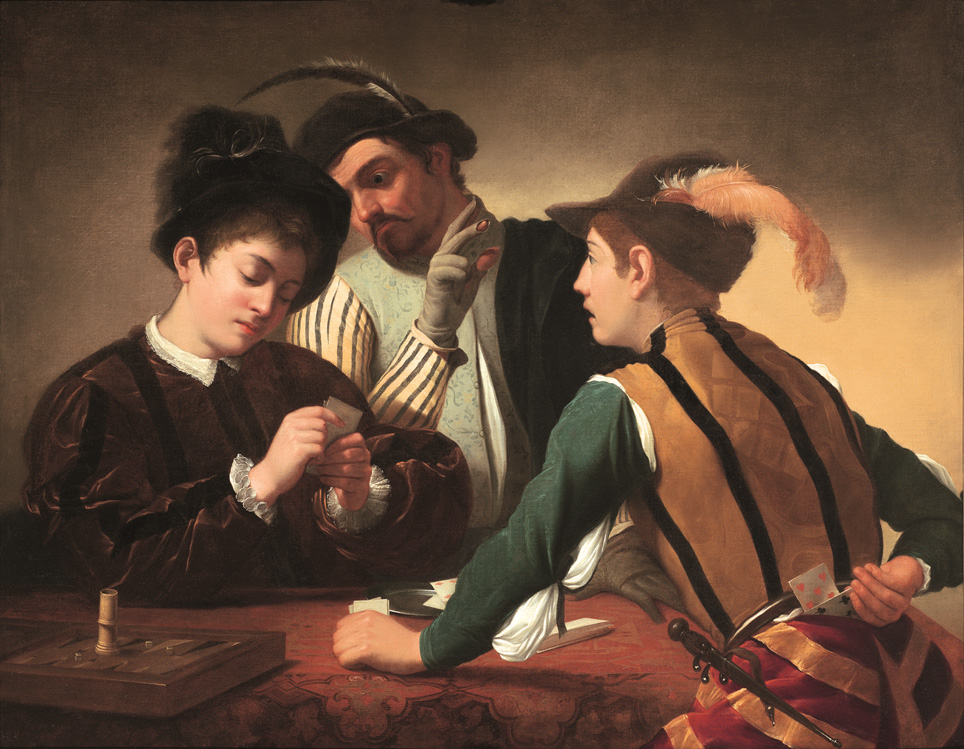
Cette copie conservée au musée de l'ordre de Saint Jean pourrait être de la main de Caravage.

Les collections d'objets appartenant à l'histoire de l'ordre de Saint-Jean couvrent les aspects de l'histoire de l'ordre fondé au XIe siècle et opérant dans la plupart des pays européens . 
Il présente des fragments architecturaux, documents d'histoire sociale relatifs au site du prieuré, des sceaux et un fond numismatique (comprenant notamment une importante collection de pièces de monnaie datant des croisades), des armes et des armures, une collection d'art décoratif (médailles, céramique, verre, argent, meubles, bijoux, insignes, textiles, vêtements ecclésiastiques) reflétant les goûts des membres de l'aristocratie européenne qui ont adhéré à l'Ordre et en sont devenus mécènes. 
La collection de peintures comprend de l'art religieux  mais aussi des portraits de grands maîtres, de chevaliers et du clergé. En outre, des vues topographiques et des cartes illustrant les fortifications des possessions maltaises de l'ordre. Enfin, le musée s'est fait connaître récemment pour avoir acquis une copie du tableau Les Tricheurs du peintre lombard Caravage qui pourrait être de la main-même du maître : l'historien de l'art Denis Mahon, grand spécialiste de l'art baroque, en fait l'acquisition à Sotheby's en 2006 au prix de 42 000 livres sterling (soit alors environ 53 000 euros). Or l'attribution ultérieure à Caravage, par plusieurs experts, fait monter la valeur estimée de la toile à 10 millions de livres (soit alors environ 12,5 millions d’euros). Cette nouvelle attribution signifie une énorme perte financière pour le vendeur Lancelot Thwaytes, qui décide de poursuivre le groupe Sotheby's en justice mais est finalement débouté de sa demande.